# Alonso Hernández del Portillo
Alonso Hernández del Portillo (Gibraltar, 1543-ibídem, 1624) fue un historiador español, jurado del Cabildo de Gibraltar y autor de la Historia de la Muy Noble y Más Leal Ciudad de Gibraltar (1610).

## Vida
Hernández del Portillo nació en Gibraltar durante el período español. Fue jurado del Cabildo de Gibraltar, encargado del suministro de alimentos a la ciudad, a finales del siglo XVI y principios del XVII. Entre 1605 y 1610 escribió su obra más notable, la Historia de Muy Noble y la más Leal Ciudad de Gibraltar, la primera monografía histórica sobre Gibraltar. El trabajo fue revisado más tarde por él mismo entre 1615 y 1622. El manuscrito de la crónica se conserva en los archivos de Algeciras y fue una de las fuentes para la Historia de Gibraltar de Ignacio López de Ayala (1792), una de las obras canónicas de la historiografía española sobre Gibraltar.
Hernández del Portillo narró la historia de su ciudad desde sus orígenes, que situó en época de Heracles, incluyendo muchas historias legendarias y casi careciendo de información sobre la ocupación árabe. Su obra tiene gran valor como testigo presencial de su tiempo, detallando la vida cotidiana, agricultura, pesca, industria y otras actividades, así como la topografía de Gibraltar en el siglo XVI.